# Musée régional de la céramique de Tlaquepaque
Le Musée régional de la céramique de Tlaquepaque, dans l'État de Jalisco, au Mexique est situé sur la rue Independencia, au centre de la ville. C'est l'un des deux principaux musées de céramique de la ville, l'autre étant le musée Pantaleon . Il est fondé en 1954 pour préserver et promouvoir l'artisanat indigène de Jalisco, en particulier la tradition céramique de l'État. L'accent est toujours mis sur la céramique, mais le musée dispose également d'une salle consacrée à l'art huichol et organise des événements liés à divers types d'artisanat et de culture autochtone.

## Histoire de l'institution et du bâtiment

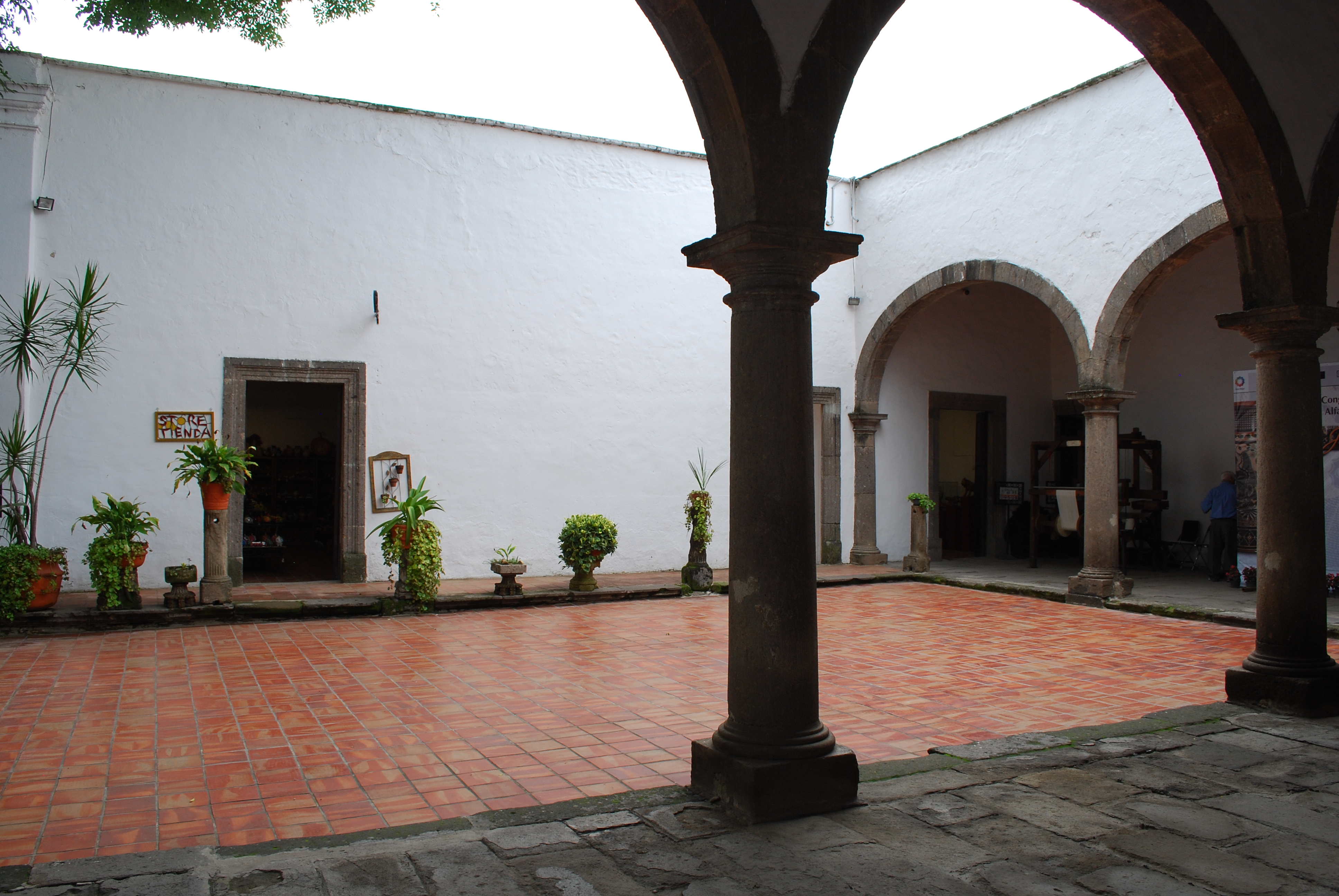
Cour de l'ancienne maison hacienda.

Le musée est fondé en 1954 par l'Instituto Nacional Indigenista et l'Instituto Nacional de Antropología e Historia, pour promouvoir et préserver les arts indigènes en mettant l'accent sur la céramique,. La collection originale est constituée par l'historienne Isabel Marin de Pallen, sous la direction de Daniel F. Rubin de la Borbolla, l'un des plus importants artisans et collectionneurs d'art populaire de Jalisco. L'Instituto Nacional Indigenista est aujourd'hui l'Instituto de la Artesania Jalisciense et le musée est réinauguré en 1998 sous contrôle de l'État,. Toutefois, il continue de participer activement à la préservation de l'artisanat et de l'art populaire autochtones ainsi que des traditions céramiques plus récentes. En 2008, le musée organise une manifestation intitulée « Mexico Indigena en el Corazon de Jalisco » (Mexique indigène au cœur de Jalisco), qui met en lumière divers peuples autochtones. Elle comprend des expositions, des ateliers, des conférences et plus encore. En 2011, la Comisión Nacional para el Desarrollo de los Pueblos Indígenas accepte de prêter au musée 2 400 pieces de sa collection rationnelle d'art autochtone pour exposition. Les pièces de la collection sont sélectionnées pour représenter les différentes cultures indigènes du Mexique. Le musée propose des visites guidées et des cours de peinture, de céramique et d'artisanat.
Le bâtiment qui contient le musée est situé sur la rue piétonne Independencia dans ce qui est maintenant le centre de Tlaquepaque. Avant d'être un musée, c'est la maison principale d'une hacienda qui date de l'époque coloniale. Cette maison principale, construite au XIXe siècle, est la propriété de José Francisco Velvardo y de la Moro, surnommé « Burro de Oro » (l'Âne d'Or) de son vivant. Il fait son service militaire sous le général Antonio López de Santa Anna et est exécuté pour son soutien à l'empereur Maximilien 1er du Mexique,. La maison est aujourd'hui classée monument historique. Elle est transformée en musée en 1954, et les différentes pièces sont réaménagées en salles d'exposition. Le but principal du musée est le sauvetage, la préservation et la promotion de l'artisanat traditionnel de Jalisco, en particulier la céramique . L'état de Jalisco a une importante tradition céramique, en particulier celle de Tonalá parmi les communautés nahuas. Le bâtiment entoure une grande cour qui contient quinze stands avec des vendeurs d'artisanat. Ces vendeurs changent chaque fin de semaine et sont généralement autochtones des peuples Nahua et Wixarika. Cependant, d'autres cultures telles que les Mixtèques, les Triquis, les Purépechas, les Mazahuas et les Otomis sont invités à participer.

## La collection

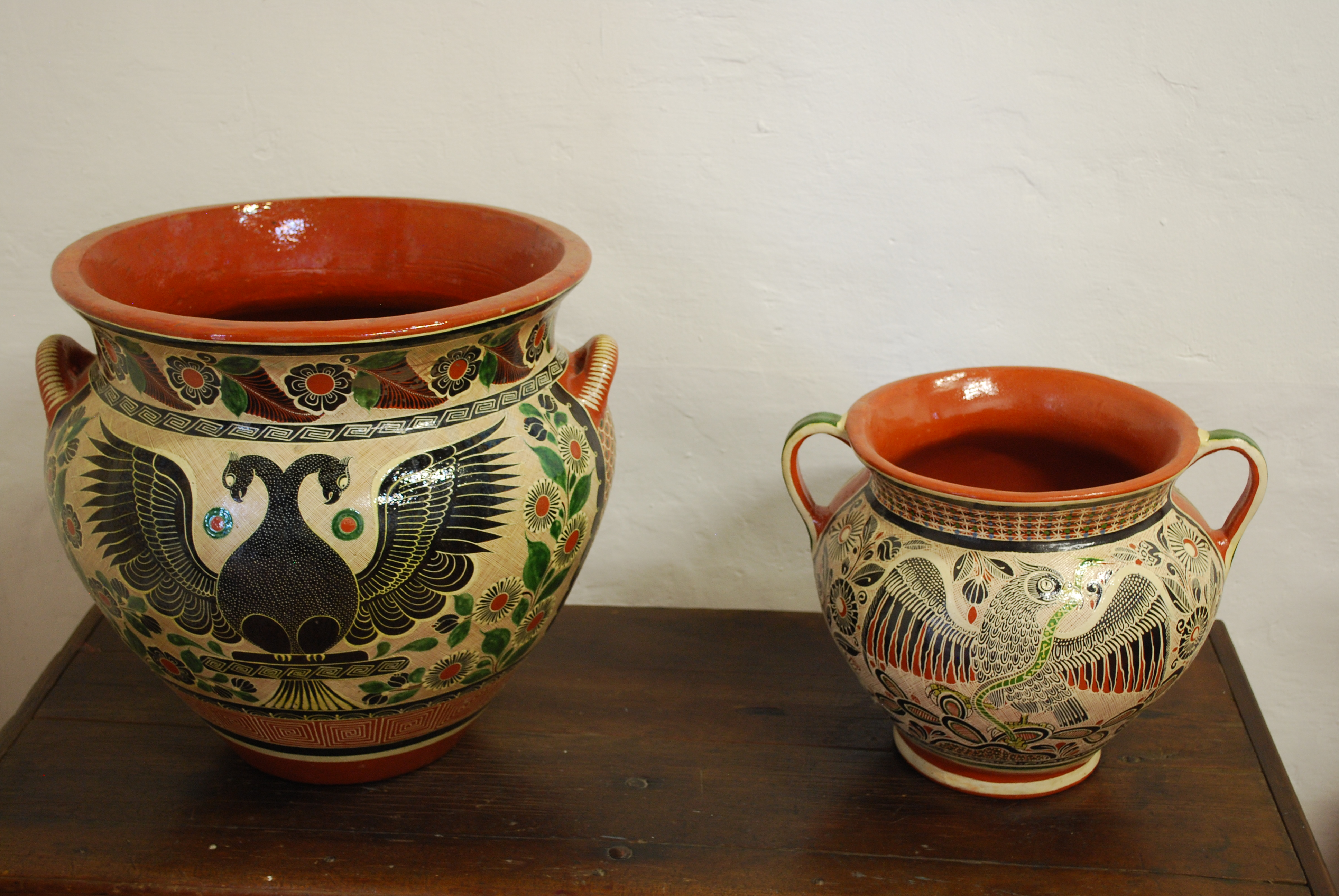
Deux pots dans la Sala 1

Le musée expose des pièces de céramique et d'autres objets artisanaux de différentes régions du Mexique, mais se concentre principalement sur les régions productrices de céramique de Jalisco telles que Tonalá, Santa Cruz de las Huertas, El Rosario, Tlaquepaque, Zalatitlán et Tateposco. Ces zones sont principalement concentrées dans la vallée d'Atemajac, à l'exception de quelques-unes situées dans la chaîne de montagnes voisine de Sayula, qui sont incluses en raison de leur qualité. Neuf salles sont consacrées à l'exposition de la collection permanente et une dixième est réservée à des expositions temporaires, principalement consacrées à l'artisanat mexicain, à l'art populaire et au folklore,. La collection permanente du musée offre une vue sur la céramique régionale et l'histoire de son développement. Il contient des pièces des XVIIe et XVIIIe siècles ainsi que des pièces de maîtres contemporains.
La Vallée d'Atemajac est connue pour ses nombreux styles de poteries, dont certains lui sont exclusifs. Il s'agit notamment de bandera, canelo, petatillo, bruñido, betus, haut feu et engretado, qui sont des styles de décoration sauf pour le haut feu, qui est nommé pour la cuisson à haute température,. Les principaux artisans exposés au musée sont Candelario Medrano, Salvador Vázquez Carmona (es), Rodo Padilla, Juan Campechano, Margarito Núñez, Jesús et Ángel Carranza, Kent Edward, Jorge Wilmot, les familles Jimón, Barnabé, Pajarito et Panduro.
La tradition du barro bruñido est représentée par des flacons, des pots, des jarres et des récipients de stockage de . C'est le style céramique le plus connu de la région, probablement issu de la poterie polychrome du XIXe siècle. Le nom vient du fait que ces pièces ne sont pas émaillées, mais qu'elles sont glissées et polies avec une pierre ou une pyrite. Beaucoup de ces pièces sont des cruches à col fin ou des pieds de lampe, souvent décorés d'animaux, tels que des lapins, avec des caractéristiques déformées, leur donnant un aspect surréaliste. Les pièces sont généralement peintes avec des tons délicats de rose, gris-bleu et blanc sur un fond de couleur café clair, gris clair et parfois vert ou bleu. Chaque pièce est créée individuellement. L'attrait de cette poterie est son apparence, car elle est trop poreuse pour contenir un liquide ou un aliment. Une exception est un récipient d'eau avec un corps gras et un long goulot, avec une tasse en céramique placée à l'envers sur le goulot. C'est ce qu'on appelle les botellones, des carafes,. La plupart des pièces aux motifs les plus anciens sont en barro bruñido, qui comprend des pièces aux motifs floraux antiques couleur indigo, dans des scènes de campagne représentant la vallée. Dans la catégorie bruñido, on trouve également deux très grandes assiettes d'Amado Galvan, un potier de la première moitié du XXe siècle qui se fait connaître pour ses dessins qui imitent l'art du XIXe siècle,.

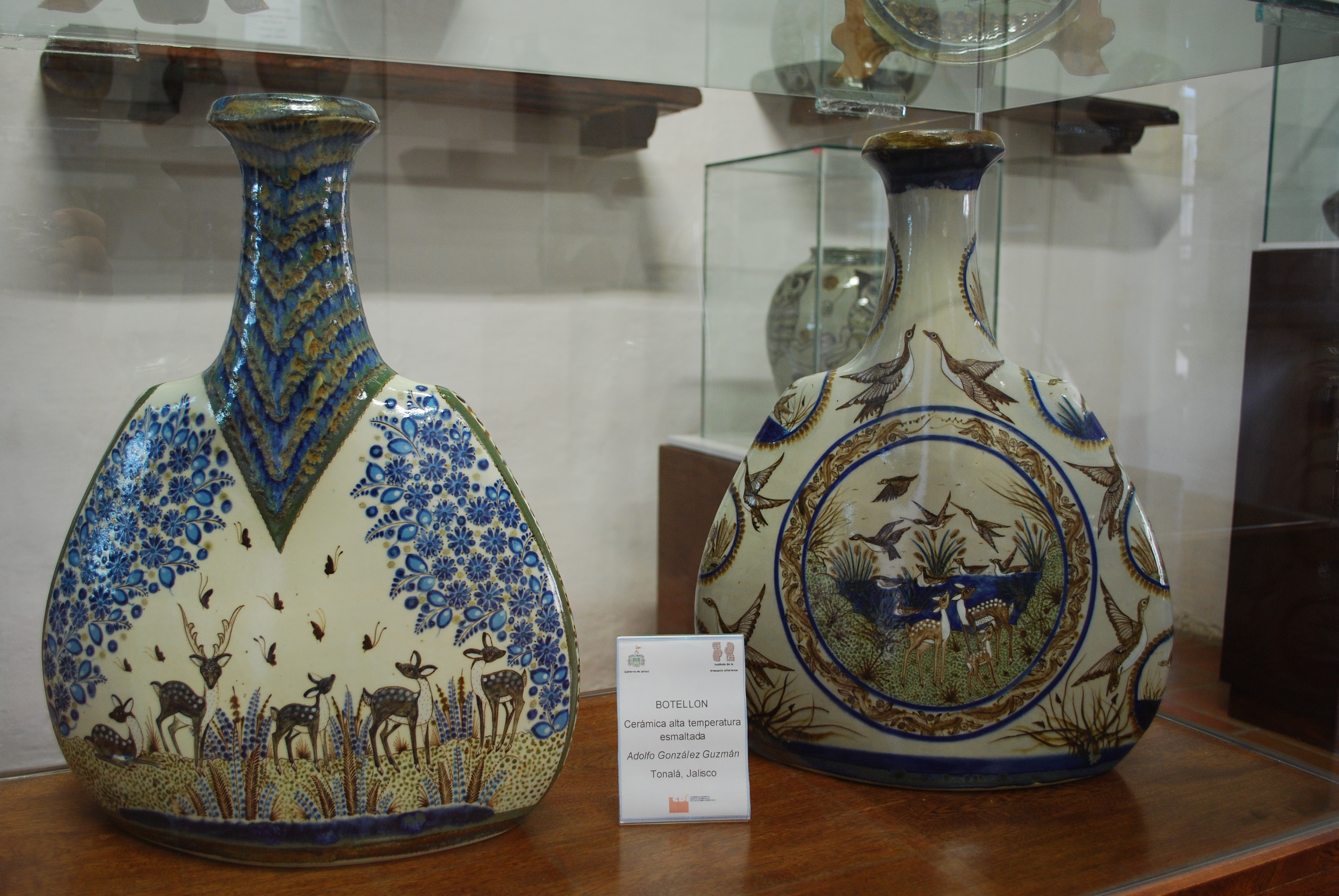
Deux flacons de Carlos Villanueva

La collection de céramiques betus du musée provient de la communauté de Santa Cruz de las Huertas. Cette poterie a un fini cristallin de couleur os qui est comparable à la céramique japonaise. Elle se caractérise aussi par des couleurs vibrantes qui donnent à la céramique un aspect fantaisiste. Le nom vient de l'huile dans laquelle l'argile est immergée avant d'être cuite. L'huile, qui est faite d'une résine extraite de pins, donne à la poterie peinte son éclat brillant. Le principal artisan du barro betus exposé est Candelario.
Il y a une salle consacrée à la poterie petatillo, dont certaines des premières pièces de ce style jamais réalisées. Les pièces de petatillo se distinguent par des lignes bien dessinées ou des hachures croisées sur fond rouge. Ces œuvres portent le nom de nattes de paille appelées petates, auxquelles elles ressemblent,. Au-dessus des lignes sont dessinées des images stylisées de plantes et d'animaux, en particulier des cerfs, des lapins, des aigles, des coqs et des cygnes. Les personnages principaux sont souvent rayés en noir et l'utilisation libre du vert complète l'ensemble. Cette vaisselle est peinte avant cuisson, émaillée, puis cuite à nouveau. C'est très laborieux et rare, la plupart du temps sur des plateaux. Une urne géante de ce style peut prendre jusqu'à trois ans à se réaliser,. Les pièces les plus connues sont réalisées par les familles Lucano, Bernabé, Vázquez, Pajarito, Jimón et autres.
La poterie canelo doit son nom à la couleur de l'argile cuite, qui est de diverses nuances de cannelle (canela en espagnol). Elle est populaire et utilisée principalement pour les carafes à eau parce qu'elle est bonne pour garder le liquide au frais.

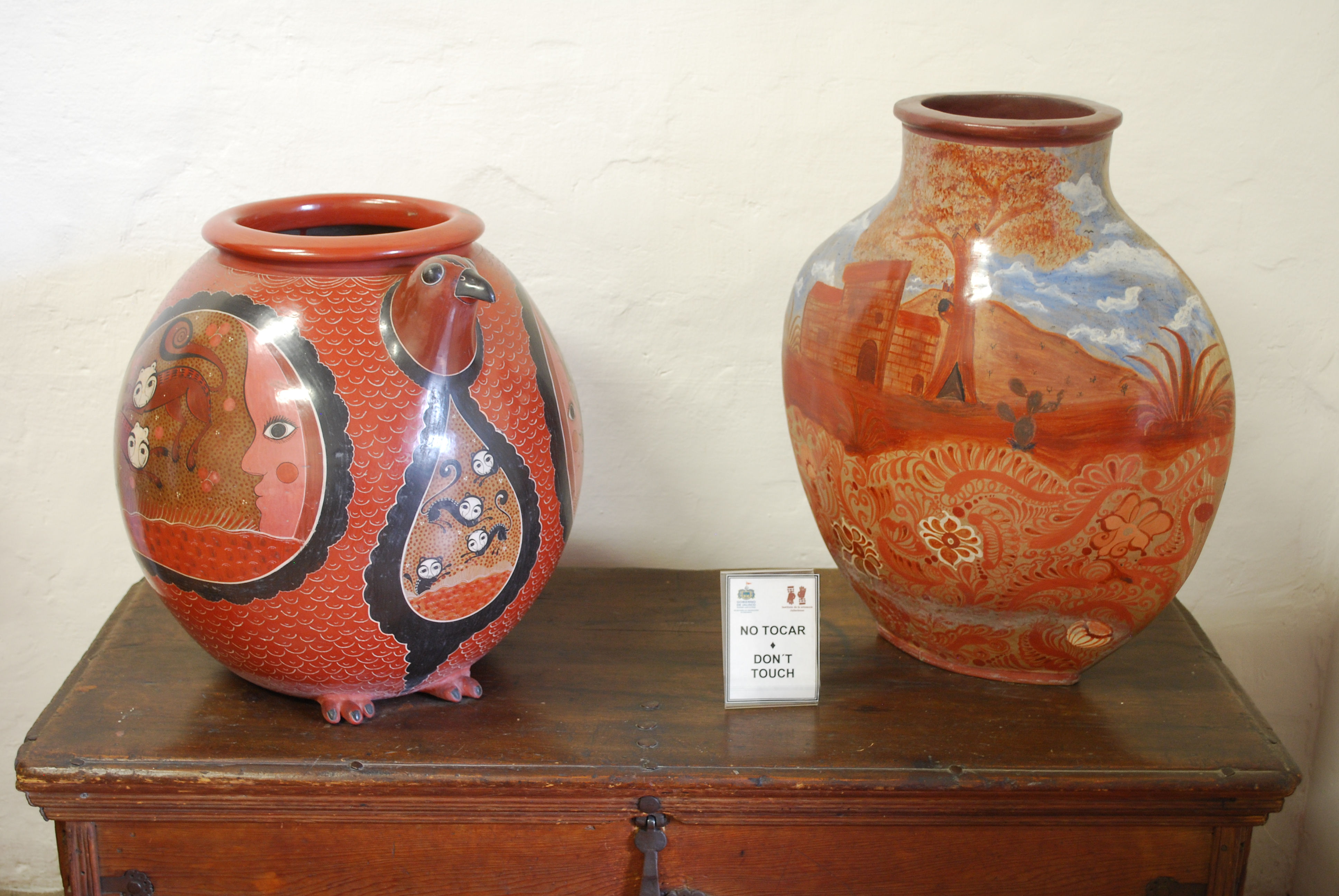

La poterie bandera, qui signifie drapeau en espagnol, est ainsi nommée parce qu'elle a les couleurs vert, rouge et blanc du drapeau mexicain. Le rouge est couramment utilisé comme couleur de fond, tandis que le vert et le blanc le sont pour les détails décoratifs. Il s'agit également d'une vaisselle brunie non émaillée. Pour des raisons inconnues, ce style de poterie est très rare. Un objet peu commun est appelé engretado.Il a un vernis spécial qui le rend utile pour la cuisson, le vernis agissant comme une couche de téflon qui empêche les aliments de coller lorsqu'ils sont chauffés.
Les céramiques à haut feu ne sont pas endémiques à Jalisco, mais le grès et d'autres types sont introduits dans la région dans les années 1960 et développés par Jorge Wilmot et Ken Edwards. Les œuvres des deux artisans sont exposées au musée,,,.
Plusieurs salles du musée contiennent des expositions de jouets, de masques et de divers types de figures en céramique, tels que des charros, des soldats et plus encore. Il s'agit notamment de personnages populaires réalisés par Ponciano et Rosa de Panduro et de figurines miniatures d'Ángel Carranza. Le travail de Carranza est principalement basé sur des personnages du quotidien tels que El Nevero de Garrafa (vendeur de glaces), El Vendedor de Flores (vendeur de fleurs) et El Carbonero (le charbonnier). Il y a un groupe de présidents mexicains passés et présents, réalisé par José Luis , et un ensemble rare de figures liées à la fabrication de la poterie, y compris l'extraction de l'argile, le pétrissage, le façonnage et la cuisson, réalisés par Honorato .
Dans la cour, on trouve une collection de baignoires en céramique richement décorées du XIXe siècle. Un certain nombre d'entre eux sont décorés d'aigles à double tête.
Une pièce est consacrée à la reconstitution d'une cuisine mexicaine de la fin du XIXe siècle et du début du XXe,. La cuisine se compose d'un parapet de maçonnerie en moellons recouvert de briques dans lequel sont incrustés des poêles au charbon de bois. La cuisine contient de nombreuses pièces de céramique semblables à celles utilisées à l'époque. Il contient également quelques céramiques qui ont reçu le Prix National de la Céramique (Premio Nacional de la Cerámica).
Parmi les expositions non céramiques du musée, il y a une salle consacrée à l'art huichol et une exposition consacrée au verre soufflé.